# エコール・ド・ペイザージュ
エコール・ダルキテクテュール・エ・ド・ペイザージュ（Écoles d'architecture et de paysage）は、ペイザジスト（paysagiste ＝ランドスケープアーキテクト）、造園系デザイナー（環境デザイナー）を養成するフランスの高等職業教育校を指す。
ちなみにフランス語では「ペイザージュ」となる。複数の同一景観学系課程の学校をまとめて紹介する場合は École の末尾に複数形のsを足し、Écoles de paysage、正確には定冠詞を冒頭に付けて Les écoles de paysage となる。
入学はバカロレア（BAC）取得で、通常は書類の審査と面接・口頭試問で選考される。したがって、入学年齢も17歳程度から上は26歳程度までとなっていることが多い。フランス国外人の場合は、フランス語が十分であるほかに一般教養やデッサンなど入学試験も科せられる。バカロレアの「Amenagements Paysagers」を取得した場合には、他学校編入学も可能となる場合もある。
これら学校で付与される「Paysagiste DPLG」認定は、フランス資格フレームワーク（NQF）レベルIであり、修士・博士レベルと同等とされる。

## 概要
ランドスケープデザイナー（Paysagiste createur）としての教育を受けるが、ペイサージュ（Paysage 風景）の他、景観生態学（Ecologie du paysage）、持続可能な都市（Ville durable）、都市計画（Urbanisme）についての知識を身に着けるカリキュラムとなっている。
"エコール"と頭文字がつく学校は私学と国公立とがあり、通常は3年で学業を終えて認定書が与えられている。これは大学とは異なる進学階梯を構成し、卒業後はすぐに産業界の先端で従事する人材を養成するかたちとなっている。エコール・デ・ペイサージュの場合は建築などと同様、4年ないし5年制課程が多い。
これらの学校は、常に地域に貢献する学校として構築されている。研究と教育のテーマは常に街の中の自分たちの環境と歴史との関係で選ばれ、教育は今日の公園緑地というものを造形的、科学的、社会文化的、技術的視点から感じられるように重点を置いてなされている。19世紀と20世紀の建築、都市再生と産業都市の景観、生活上の問題の質としては今日持続可能な開発が、学校教育の中心になっている。
フランスでは建築家になるためボザール系の国立建築学校を卒業、あるいは都市計画家になるため各建築学校の都市計画課程を修了した学生などは、卒業時に国家公認学位「DPLG」（Diplome Par Le Gouvernemnet）の建築家資格を取得するのと同様、こうしたペイザジストの課程でも同様に国家公認資格「Paysagiste DPLG」を授与する仕組みとなっている。この大学とは似て非なる専門課程の機関を卒業して資格を取得することこそが、プロとして活躍するための最低限の資格となるが、当然それらの学校への入学や卒業は非常に厳粛な審査を受ける。
ペイザジスト（ランドスケープアーキテクト）の例でならば、国家資格DPLGを取れる国立学校が造園系学校に3校、建築系学校に2校あり、年間フランス国内でおよそ150名程度の学位取得者が誕生している。なお、私立学校でも専門課程は存在し、卒業者も建築家やペイザジストになることは可能であるが、国家公認学位とは相違した称号のそれとなる。
学校によっては修学中には毎年緑化緑地構築関連の企業か地方自治体の公園緑地関係部署で研修をすることが義務つけられている。後述するESAJなどの場合、在学中に学生がインターンシップを行う場合最初の年（最低1ヶ月のインターンシップ）で植物園など、2年目（インターンシップ2ヶ月必須）で企業所有の管理庭園や緑地など、3年目（インターンシップ3ヶ月必須）で地方公共団体またはコンサルティング会社において実施する。4年目では地方自治体やコンサルティング会社などで行う。都市計画、環境、持続可能な開発や発展、国土計画といった研修も、専門分野で修士課程程度がある大学では、その申し込みに同意することが必要で、関連法で一部義務付けられている。

## おもな養成学校
フランスの養成学校は、主には景観フランス連盟（FFP）や造園欧州連盟（EFLA）によって認定されている次の6つの学校が知られ、ペイザジスト（ランドスケープアーキテクト、ランドスケープデザイナー）という職業人の育成にあたっている。フランス及び欧米、北アフリカその他世界の景観ないし造園学校については、fr:Liste des écoles d'architecture et de paysage を参照。

### 高等庭園景観建築学校
高等庭園景観建築学校 (ESAJ, Ecole Superieure d'Architecture des jardins et des Paysage, またはEcole Superieure d'Architecture des Jardins de Paris) は、パリ20区にある、私立のランドスケープデザイナー職業養成課程4年間の学校。1966年設立。庭園緑地、及び造園の設計従事者養成を行っている。4年間の修学後は大学の修士課程に編入し、修士号の取得を義務化している。最初の3年間は通年の3四半期で、4年度に4四半期としている。

### ITIAPE
空間造園技術学院 (ITIAPE, Institut des Techniques de l'Ingenieur en Amenagements Paysagers de l'Espace) は、リールの南東近郊レスカン (fr) にある私立の景観学の学校。ペイサジスト養成課程として農業系研究部門を兼ね備えている。

### ENSNP
国立高等自然風景学校 (ENSNP, Ecole Nationale Superieure de la Nature et du Paysage) は、ブロワにある国立のペイサージュと自然を学ぶ課程の学校。1993年に発足したが、フランスの学校や組織でよくあるように改組改編され2015年、国立ヴァル＝ド＝ロワール応用科学学院ないし研究所 (
Institut national des sciences appliquées Centre Val de Loire) に統合された。
ここは5年制で、内訳は科学技術が課程の4割、人文科学と社会科学が2割、コミュニケーションと空間のグラフィック表現が2割、ランドスケーププロジェクトが2割で、残りがコミュニケーションおよびマネジメントという科目編成となっている。学生らは年間2か月の個々のコースを実施し、5年目になると6ヶ月の最終試験（TFE）を受験する。ENSNPは、行政的公施設法人（EPA）となっており、修了後学位のディプロムを発行する権限を有する。修士課程も1999年8月の法令改正をうけて授与機構となっていた。

### ENSP
国立高等景観学校 (ENSP, Ecole Nationale Superieure du Paysage) は、ヴェルサイユの国立高等園芸学校（ENSH）からペイザジストやガーデナーを養成する造園課程を残し改組発足した。園芸学校時代から「Diplome de Paysagiste, DPLG」の唯一の授与機構であった。

### INHP
国立高等園芸景観学院 (INHP, Institut National d'Horticulture et de Paysage) は、ヴェルサイユの国立高等園芸学校（ENSH）から主に園芸や植物学の課程を1995年にアンジェに移転させ、同地の技術養成学校や農芸の研究組織ないし農業試験場と合併させて発足した。

### ENSAP
国立高等建築景観学校 (Ecole Nationale Superieure d'Architecture et de Paysage) は、国民教育省管轄のENSA（国立建築家高等養成学校）20校のうち、ボルドーの「Ecole d'Architecture et de Paysage de Bordeaux」やリールの「Ecole Nationale Superieure d'Architecture et de Paysage de Lille」などの2校がペイザジスト教育セクションを持ち、フランスでの国内教育を進めている。この他、国際協定によって、ヨーロッパや世界各国の学校とENSA20校とが提携合意し、受け入れ範囲を広くカバーしている。建築やランドスケープの教育を受ける為に、アフリカ、特にマグレブ諸国から、ヨーロッパ諸国から来仏し、さらにアジアからは24％程度が留学生を構成している。
養成課程の52％を占めるプロジェクトと残りの実践系の授業（インターンシップ、研修旅行、会議等）で構成される。エコ、都市の水などといった研究課題を選択することができる。
ENSAPBx
ボルドー国立高等建築景観学校（ENSAPBx、ENSAP Bordeaux、Ecole Nationale Superieure d'Architecture et de Paysage de Bordeaux）は、ボルドーにある建築と景観に関する国立学校。風景・景観に対する現代的課題への教育的な解決策を模索していく。1991年からペイザジスト課程のDPLG修了証書「Diplome de Paysagiste, DPLG」を授与している。入試による募集ではBAC + 2で4年間課程を実践している。
ENSAPL
リール国立高等建築景観学校（ENSAPL、ENSAP Lille, Ecole Nationale Superieure d'Architecture et de Paysage de Lille）は、リールのヴィルヌーヴダスクにある建築と景観に関する国立学校。1758年に建築学校として設立された。2005年から「DPLG. diplome de paysagiste」のディプロマを開設することになった。
同校は行政的公施設法人。フランスのリール大学会準会員。建築家（レベルS）と風景（政府による学位、複数可）取得を目指す。この学校の他5つの学校で継続的専門能力開発の一環として相互提携し、学生の19パーセントが奨学金を受け取る。DPLGペイサジスト専門課程プログラムは4年間で行う。8学期のうち最初の2期は、一般教育、技術的、創造的な風景の建築学習に専念する。その後4学期は、専門的実践の経済的社会的制度的文脈の概念と技術的なプロジェクトを学ぶ課程となる。最後の2学期は、卒業制作（TFE）の紹介であり、希望する学生は留学を1年間することができる。

## ENSAV・専門課程
このほか、ENSAV（Ecole Nationale Superieure d'Architecture de Versailles、ベルサイユ国立高等建築学校）で、
- マスタープロフェッショナルコース"歴史的な庭園、伝統と風景景観" （Le Master professionnel ≪ Jardins historiques, patrimoine et paysage ≫）
- マスターコース"文化的、社会的なアーキテクチャと、その地域の歴史" （Le Master de recherche ≪ Histoire culturelle et sociale de l'architecture et de ses territoires）
- プロフェッショナルマスターの"構築持続可能なエコ・コミュニティ"（Le Master professionnel ≪ Construction durable et eco-quartiers ≫）
- プロフェッショナルマスターの"歴史的庭園、遺産と風景景観" （Le Master professionnel ≪ Jardins historiques, patrimoine et paysage ≫）

などが設置されている。
第二ラウンドとして、マスターなどで、大学院等の高等教育コースにつながる形式にしている。第二サイクルの最初年を修了した学生は、アーキテクチャのマスターで"建築の文化と社会史"マスターと"歴史的庭園、遺産と景観"マスターは、双方向のカリキュラムを続けることができる。

## 成人教育
ENSP（Ecole Nationale Superieure du Paysage de Versailles）の1機関が、ランドスケープデザイナー課程を提供している。継続教育は、ビジネス、専門機関、地方政府や行政に責任を持つ専門家で短期コースのプログラムを提供し、また庭園のアマチュアや愛好家のための園芸の分野における訓練のモジュールのプログラムを開催している。

## その他
- Garden Design Academy (distance learning courses)	ガーデンデザインアカデミー（遠隔教育コース）

## ヨーロッパ諸国の例
EFLA（ランドスケープアーキテクチャーのための欧州連盟）とFFP（フランスペイザジスト協会）によって認識されるヨーロッパの学校がフランス語圏でいくつかある。
- ベルギー
  - ISIAガンブルー校ペイサージュ教育課程（ガンブルー,ISIA Gembloux, Architecture du Paysage)
  - オート・エコール・シャルルマーニュ・ISIA・ガンブルー(Haute Ecole Charlemagne ISIa Gembloux)
  - ガンブルー・アグロバイオテック（最初のマスター, Gembloux Agro Bio Tech (premiere Master))
  - オートエコール・デ・ルシア・Brouckere・ブリュッセル農学部造園学科 （学士課程,Haute Ecole Lucia de Brouckere de Bruxelles formations, agronomique, architecture-jardins-et-paysage (Bachelier))
  - ゲント大学環境景観建築学科Hogeschool Gent - Departement Biowetenschappen en Landschapsarchitectuur (Professionele Bachelor))
  - エラスムス大学（ブリュッセル、 Erasmus Hogeschool Brussel)
- スイス
  - スイス連邦工科大学チューリッヒ校（ETHチューリッヒ、ETH-Zurich, Zurich)
  - HSR（工科芸術大学Rapperswil校）HSR-Technische Hochschule Rapperswil, Rapperswil-Jona)
  - 高等景観工学建築学校（Haute Ecole du Paysage, d'Ingenierie et d'Architecture de Geneve）
  - ジュネーブ・リュリエ工科学校
  - ジュネーヴ大学建築学部
  - ベルン応用科学大学建築木材学部
- ノルウェー
  - ノルウェー生命科学大学（Norwegian University of Life Science）ランドスケープアーキテクチャー学部（旧ノルウェー農業大学（NLH）ランドスケープアーキテクチャー学部）
  - オスロ建築設計大学（Arkitektur og designhøgskolen i Oslo、AHO）ランドスケープデザイン課程
- ハンガリー
  - ブダペシュト・コルヴィヌス大学（Corvinus University, Budapest)